# Slipknot

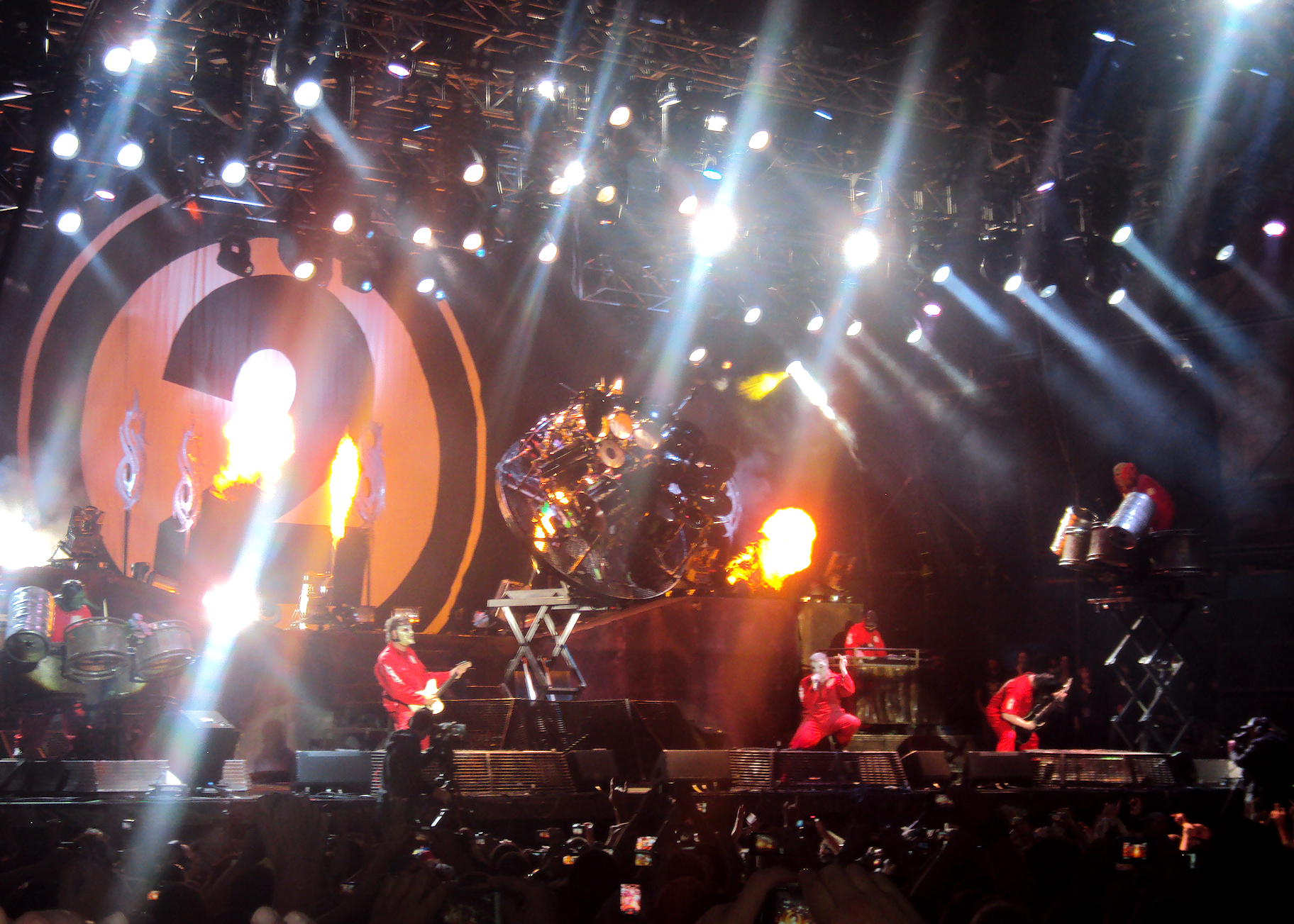
Виступ Slipknot на фестивалі Soundwave (Австралія), 2012 рік.

Slipknot — американський ню-метал гурт, створений у 1995 році в Де-Мойн, штат Айова, ударником Джої Джордісоном, бас-гітаристом Полом Ґреєм та перкусіоністом Шоном Креєном.
Після кількох змін у складі в перші роки, гурт більше десяти років налічував дев'ять учасників: Креєна, Джордісона, Ґрея, Крейга Джонса, Міка Томсона, Корі Тейлора, Сіда Вілсона, Кріса Фена та Джеймса Рута. Ґрей помер 24 травня 2010 року, а протягом 2011—2014 років його замінив Донні Стілі, виконуючи бас-партію за лаштунками. Джордісон був звільнений з гурту 12 грудня 2013 року. Донні Стілі пішов з гурту під час запису .5: The Gray Chapter. Замість них в гурт були взяті Алессандро Вентурелла на бас та Джея Вайнберґа на барабани. Після смерті Джордісона, станом на грудень 2013 року, єдиним засновником у поточному складі є перкусіоніст Креєн. В березні 2019 року з гурту також був звільнений Кріс Фен.
Гурт відомий своїм провокаційним іміджем, який дуже добре привертає увагу, агресивною музикою та скандальними концертами. Гурт стрімко здобув славу після випуску свого однойменного дебютного альбому в 1999 році. Наступний альбом Iowa, який вийшов у 2001 році зробив гурт ще популярнішим. Після короткої перерви гурт повернувся в 2004 році з альбомом Vol. 3: (The Subliminal Verses). 2008 року з четвертим альбомом "All Hope Is Gone», який дебютував на першому місці в чарті «Billboard 200».Найпопулярніша пісня у цьому альбомі є "Psychosocial". Після смерті Грея та звільнення Джордісона виходить у 2014 році п'ятий альбом «.5: The Gray Chapter». А у 2019 році виходить альбом We Are Not Your Kind.
Під час концертів всі учасники колективу носять маски та комбінезони, також кожен учасник гурту має свій власний номер. Усі альбоми гурту отримали статус платинових, а пісні з альбомів неодноразово номінувалися на Греммі. 2006 року вони отримали Греммі у номінації «Найкращі метал-виконання» за пісню «Before I Forget». Загалом гурт продав більше 30 мільйонів платівок в усьому світі.

## Історія

### Mate.Feed.Kill.Repeat. (1995—1998)
Значна частина ранньої творчості гурту створювалась вночі Греєм, Крейганом та Джордісоном на заправці «Сінклер», де Джордісон працював вночі. Саме там, наприкінці 1995 року, Джордісон запропонував змінити назву гурту на «Slipknot» після їх однойменної пісні. У грудні гурт почав запис матеріалу на студії «SR Audio» у рідному місті гурту. Оскільки у них не було спонсорів на запис, гурт самостійно профінансував проєкт, вартість якого склала приблизно 40 000 доларів. У лютому 1996 року гітарист Донні Стілі, який являється християнином, покинув Slipknot після обговорення текстів гурту з продюсером Шоном Макмехоном. Джордісон прокоментував це: «(він) говорив про Бога, коли ми мали працювати… Ми були готові працювати з ним, але він не хотів залишатися». Сам Стілі сказав: «Я пішов з кількох причин… У мене було багато духовних думок». Під час роботи на «SR Audio» до гурту приєднався Крейг Джонс замінивши Стілі на гітарі. Згодом Джонс став семплером гурту, а Мік Томпсон став новим гітаристом. Згодом гурт випустив Mate.Feed.Kill.Repeat. 31 жовтня 1996 року.
Продюсер Шон МакМахон передав демо-запис в дистриб'юторську компанії «-ismist Recordings» на початку 1997 року. Запис крутили на місцевих радіостанціях, однак це не викликало жодного інтересу з боку звукозаписувальних компаній, тому гурт повернувся до студії для розробки нового матеріалу. Саме в цей час гурт шукав мелодійніший вокал. В результаті Корі Тейлор був прийнятий до гурту, через це Андерс Кользефіні став бек-вокалістом. Гурт виступав на місцевих концертах, під час одного з яких у вересні 1997 року Кользефіні оголосив на сцені, що покидає гурт. Новим перкусіоністом став Грег Уелтс. На початку 1998 року гурт випустив другу частину демо-версії з п'ятьма треками суто для лейблів. Гурт почав привертати велику увагу з боку звукозаписувальних компаній, і в лютому 1998 року продюсер Росс Робінсон запропонував створити дебютний альбом. Ді-джей Сід Вілсон був прийнятий до гурту після того, як він виявив великий інтерес і справив враження на учасників гурту. Наприкінці червня 1998 року Slipknot отримав угоду на сім альбомів від Roadrunner Records, сума угоди склала $500 000. Гурт підписав угоду публічно 8 липня 1998 року. За два дні до цього Уелтс був звільнений з гурту, Slipknot відмовляється це коментувати. Уелтса змінив Брендон Дарнер, який довго не затримався в гурті.

### Slipknot (1998—2000)
Кріс Фен замінив Дарнера перед тим, як гурт вирушив до Малібу для роботи над дебютним альбомом у вересні 1998 року. По закінченню запису альбому, Slipknot повернувся до Де-Мойну на різдвяний період. У цей період гітарист Джош Брейнард вирішив покинути гурт. Брейнард сказав: «Були прийняті деякі рішення, якими я не був особливо задоволений». Пізніше до гурту був взятий Джеймс Рут, і гурт повернувся до запису альбому в Малібу. Робота над альбомом завершилася на початку 1999 року, що дозволило гурту вирушити у свій перший тур у рамках фестивалю Ozzfest у 1999 році. Завдяки «Ozzfest» гурт значно збільшив свою аудиторію, і через це їхній однойменний альбом став успішним, який вийшов 29 червня 1999 року. Slipknot випустили своє перше домашнє відео «Welcome to Our Neighborhood», режисером якого став Томас Міньйоне, і сингли «Wait and Bleed» та «Spit It Out». Slipknot швидко отримав численних прихильників, переважно через їх концерти та рекомендації від тих, хто їх слухав. Протягом 1999 та 2000 років гурт виступав у кількох країнах на підтримку альбому. На початку 2000 року альбом був сертифікований платиною, і такого успіху ніхто не очікував. Це перший платиновий альбом, який був виданий компанією Roadrunner Records.

### Iowa (2001—2003)
Відігравши концертний тур, гурт відпочив два місяці і почала запис нового альбому. Запис відбувався з січня по березень 2001 року, за цей час гурт мав тільки чотири вихідних. Запис альбому відбувався на студіях Sound City та Sound Image у Лос-Анджелесі. Приблизно в цей час між учасниками гурту виник конфлікт, через великі розклади гастролей та записів. Запис їх другого альбому закінчився у лютому 2001 року, і гурт розпочав свій світовий тур. Влітку гурт порадував усіх своїх прихильників другим студійним альбомом «Iowa». Альбом посів третє місце в чартах «Billboard» та перше у британських чартах. У підтримку альбому гурт вирушив у світове турне «Pledge Of Allegiance», яке тривало приблизно півтора року. Альбом випустив три сингли: «The Heretic Anthem» (рекламний сингл), «Left Behind» та «My Plague», які були саундтреками до фільму «Оселя зла». У 2002 році гурт з'явився у фільмі «Роллербол», виконавши «I Am Hated».
В середині 2002 року стався внутрішній конфлікт, і учасники гурту зосередилися на побічних проєктах. Вокаліст Тейлор та гітарист Рут відродили свою гурт Stone Sour, барабанщик Джордісон створив Murderdolls, перкусіоніст Креєн заснував «To My Surprise», а ді-джей Уілсон виступив сольно як DJ Starscream. Деякий час майбутнє гурту було невизначеним, і було багато припущень про те, чи взагалі буде третій альбом, чи гурт розпадеться. «У мене немає проблем ні з ким у Slipknot», — заперечив Джордісон. «Я бачив коментарі Корі, які стверджують, що є речі, які потрібно вирішити, але я не знаю, про що він говорить».
Попри це, 22 листопада 2002 року гурт випустив свій другий DVD «Disasterpieces».

### Vol. 3: (The Subliminal Verses) (2003—2007)

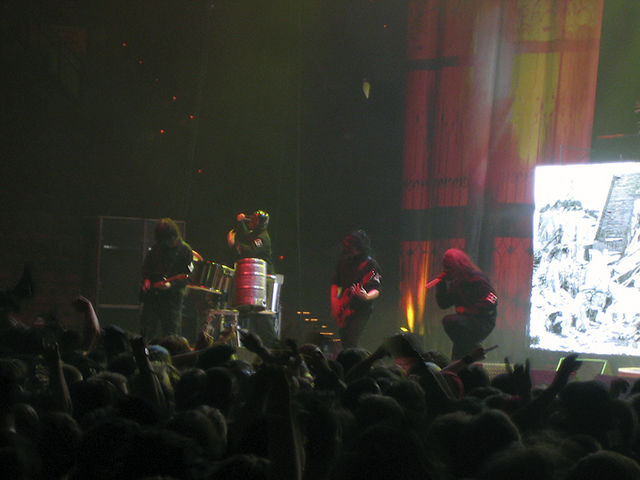
Концерт Slipknot у Вісконсині під час туру «The Subliminal Verses World Tour» на підтримку альбому «Vol. 3», 2005 рік.

У 2003 році музиканти приїхали до студії звукозапису «The Mansion» у Лос-Анджелесі, щоб разом з продюсером Ріком Рубіном працювати над своїм третім альбомом. До початку 2004 року робота над альбомом була закінчена, і гурт розпочав «The Subliminal Verses World Tour». Альбом вийшов 24 травня 2004 року, і він посів друге місце в чартах Billboard. Альбом випустив шість синглів; «Duality», «Vermilion», «Vermilion Pt. 2», «Before I Forget», «The Nameless» та «The Blister Exists». Гурт записав свій перший концертний альбом «9.0: Live», під час гастролей на підтримку третього альбому гурту, альбом вийшов 1 листопада 2005 року. «9.0: Live» досяг 17-го місця в чартах Billboard.

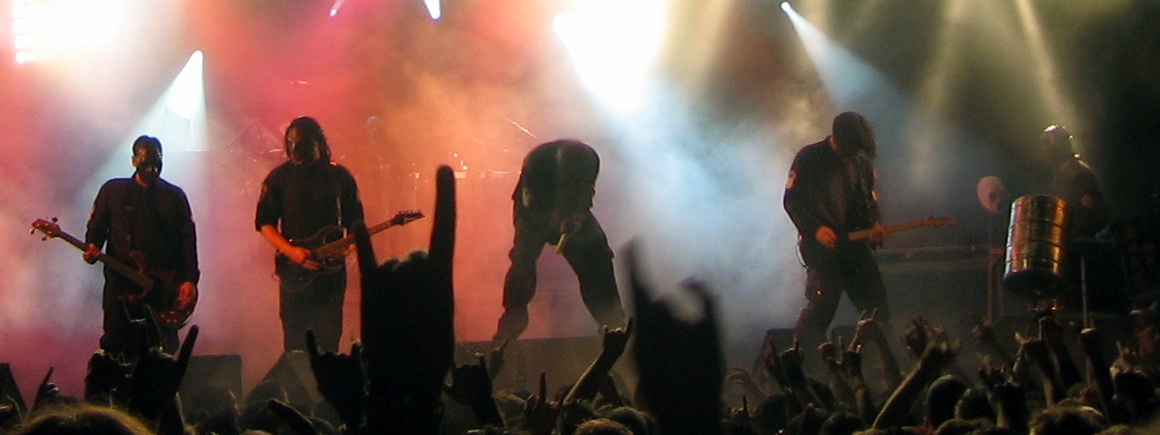
Виступ Slipknot на фестивалі Bex Rock, 2005 рік.

У 2005 році кілька учасників Slipknot взяли участь у «Roadrunner United: The All-Star Sessions». Це спільний альбом записаний артистами у яких лейблом є Roadrunner Records, альбом був створений до 25-річчя лейблу. 2006 року Slipknot виграли свою першу премію «Греммі», здобувши нагороду за сингл «Before I Forget» у номінації «Краще метал-виконання». Сингл був включений до гри «Guitar Hero III: Legends of Rock». 5 грудня 2006 року Slipknot випустили свій третій DVD «Voliminal: Inside the Nine». Під час перерви у творчості кілька учасників гурту знову зосередили свою увагу на побічних проєктах: вокаліст Тейлор та гітарист Рут повернулися до Stone Sour; барабанщик Джордісон гастролював з кількома гуртами, і продюсував третій альбом «Fire Up the Blades» гурту 3 Inches of Blood; Креєн заснував «Dirty Little Rabbits», а Уілсон знову повернувся до DJ Starscream.

### All Hope Is Gone (2008—2009)

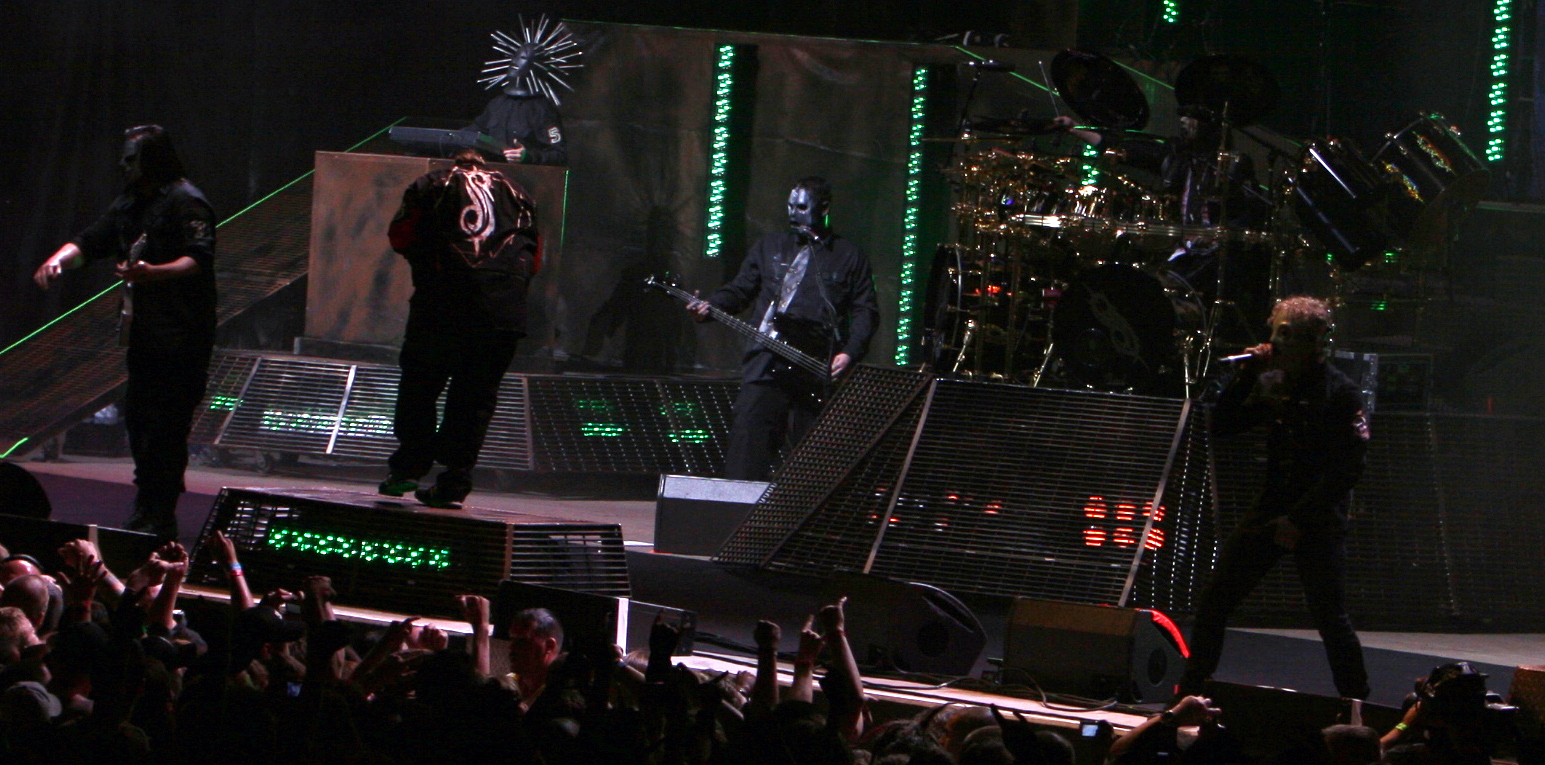
Виступ Slipknot на Mayhem Festival, 2008 рік.

Підготовку до запису четвертого студійного альбому гурт розпочав наприкінці 2007 року у студії «Sound Farm», що знаходиться у Джамайці, з продюсером Дейвом Фортманом у лютому 2008 року. Альбом був закінчений у червні, і колектив вирушив у світовий тур «All Hope Is Gone» 9 липня 2008 року. Четвертий альбом All Hope Is Gone вийшов 20 серпня 2008 року, дебютувавши на першому місці в чарті Billboard. Альбом випустив п'ять синглів; «All Hope Is Gone», «Psychosocial», «Dead Memories», «Sulfur» та «Snuff». Тур на підтримку альбому тривав з 2008 року до 31 жовтня 2009 року, що призвело до третьої перерви Slipknot. 2009 року відзначалась 10-та річниця дебютного альбому Slipknot, на згадку про цю подію 9 вересня 2009 року гурт випустив спеціальну версію альбому.
Під час перерви кілька учасників гурту зосередилися на інших проєктах: Тейлор заснував гурт «Junk Beer Kidnap Band», і повернувся до «Stone Sour» з гітаристом Рутом; Креєн продовжував працювати над своїм проєктом Dirty Little Rabbits; барабанщик Джордісон повернувся до свого гурту Murderdolls, і став новим постійним барабанщиком Rob Zombie; Фен став штатним басистом гурту Will Haven.

### Смерть Пола Грея (2010)

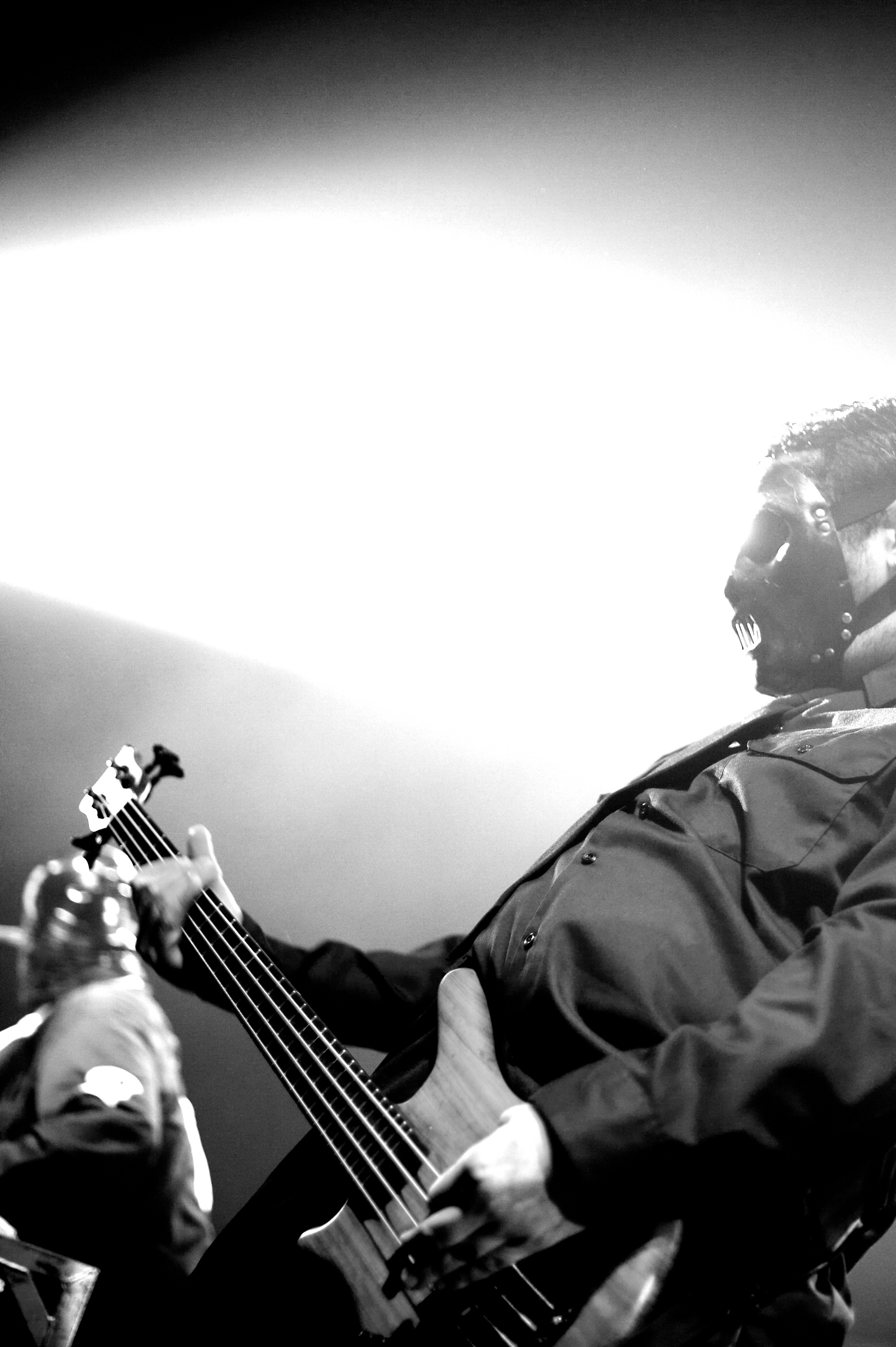
Пол Грей під час концерту в Торонто, 9 січня 2005 року.

У 2010 році Грей планував поїздку з супергуртом, «Hail!», але 24 травня 2010 року його знайшли мертвим у номері готелю у місті Урбандейл (Айова). Обставини смерті спочатку були невідомі. Розтин показав, що його смерть не була навмисною, але не виявили причину. На наступний день після його смерті решта вісім учасників гурту провели живу, відкриту прес-конференцію разом з вдовою і братом Грея. 21 червня причину смерті підтвердили, як випадкове передозування морфіном та фентанілом.
Учасники вагалися коментувати майбутнє свого гурту. У інтерв'ю учасники висловлювали суперечливі заяви; барабанщик Джордісон сказав для «The Pulse of Radio»: «є ще один альбом Slipknot, який вже робиться». Вокаліст Тейлор розповів для «FMQB Productions», що «він дуже конфліктує щодо того, чи хоче він, чи не хоче він щось робити зі Slipknot». 28 вересня 2010 року гурт випустив свій четвертий відео альбом «(sic)nesses», він дебютував на першому місці в чарті Billboard «Top Music Video Charts». На DVD-диску представлено всю концертну програму Slipknot на «Download Festival» у 2009 році, і документальний 45-хвилинний фільм їх туру в підтримку «All Hope Is Gone». Відео вийшло на честь Пола Грея.

### Повернення, Antennas to Hell та Knotfest (2011—2012)
Щодо майбутнього гурту Тейлор сказав для «NME», що вони хочуть продовжити, і він вважав, що вони повинні, але він був неоднозначним щодо повернення до гурту. Гурт повернувся до гастролей у 2011 році, виконавши невелику кількість концертів у Європі. Вони були хедлайнерами на фестивалях «Sonisphere Festival» та «Rock in Rio» разом з «Iron Maiden» та «Metallica», а також виступали на фестивалі «Graspop Metal Meeting», що у Бельгії. Донні Стілі замінив Грея на концертах, він стояв позаду Джордісона в тіні, схований від глядачів.

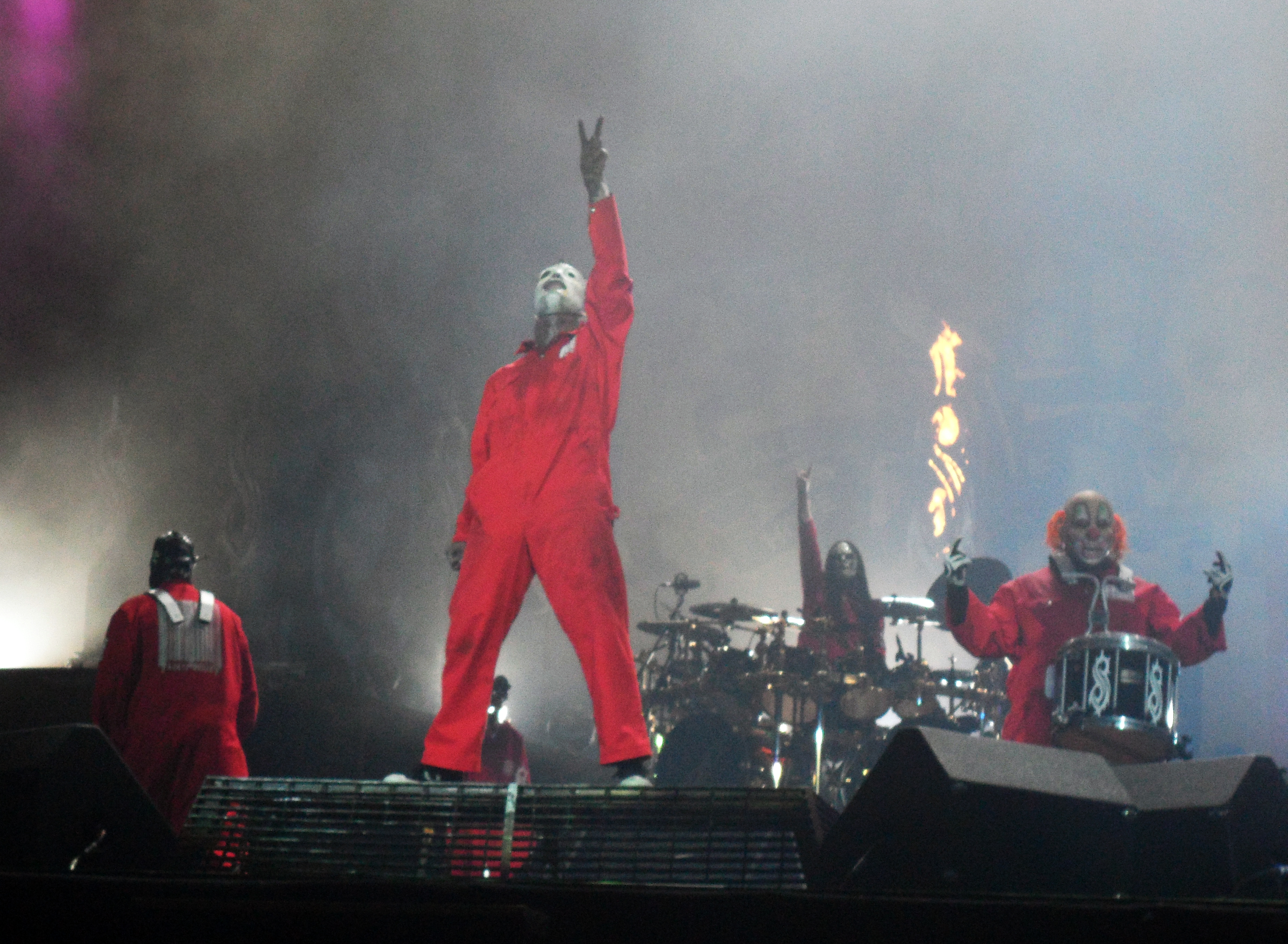
Slipknot на фестивалі «Graspop Metal Meeting», 2011 рік.

Гурт також заявив, що випустить п'ятий студійний альбом, і що не планує замінювати Грея. Джордісон сказав, що процес написання альбому вже розпочався, і що він написав 17 пісень. 2012 року гурт виступав на «Mayhem Festival».
29 травня 2012 року лейбл гурту «Roadrunner Records» розмістив на своєму вебсайті тизерне відео «Antennas to Hell». Пізніше того ж дня у «Twitter» Корі Тейлор сказав, що «Slipknot» випустить альбом із найбільшими хітами 17 червня 2012 року. Він також сказав, що гурт ще не записує новий матеріал, але збирає демо-версії для нового альбому.
Перший щорічний музичний фестиваль «Knotfest», організаторами якого стали «Slipknot», відбувся 17 серпня 2012 року. Фестиваль відбувся поблизу дороги «Mid-America Motorplex», що знаходиться недалеко від Пасіфік-Джанкшен (Айова), та 18 серпня 2012 року у Сомерсеті, штат Вісконсин. Також на фестивалі виступали Deftones, Lamb of God та Serj Tankian. Фестивальні шоу також дебютували в музеї Slipknot. 14 червня 2013 року «Slipknot» вдруге став хедлайнером на «Download Festival». На фестивалі зібралось приблизно 90 000 глядачів, і гурт двічі був змушений припинити виступ. Перший раз посередині пісні, щоб відремонтували передню барикаду, яка зламалась під тиском натовпу.

### Звільнення Джордісона, .5: The Gray Chapter (2013—2016)

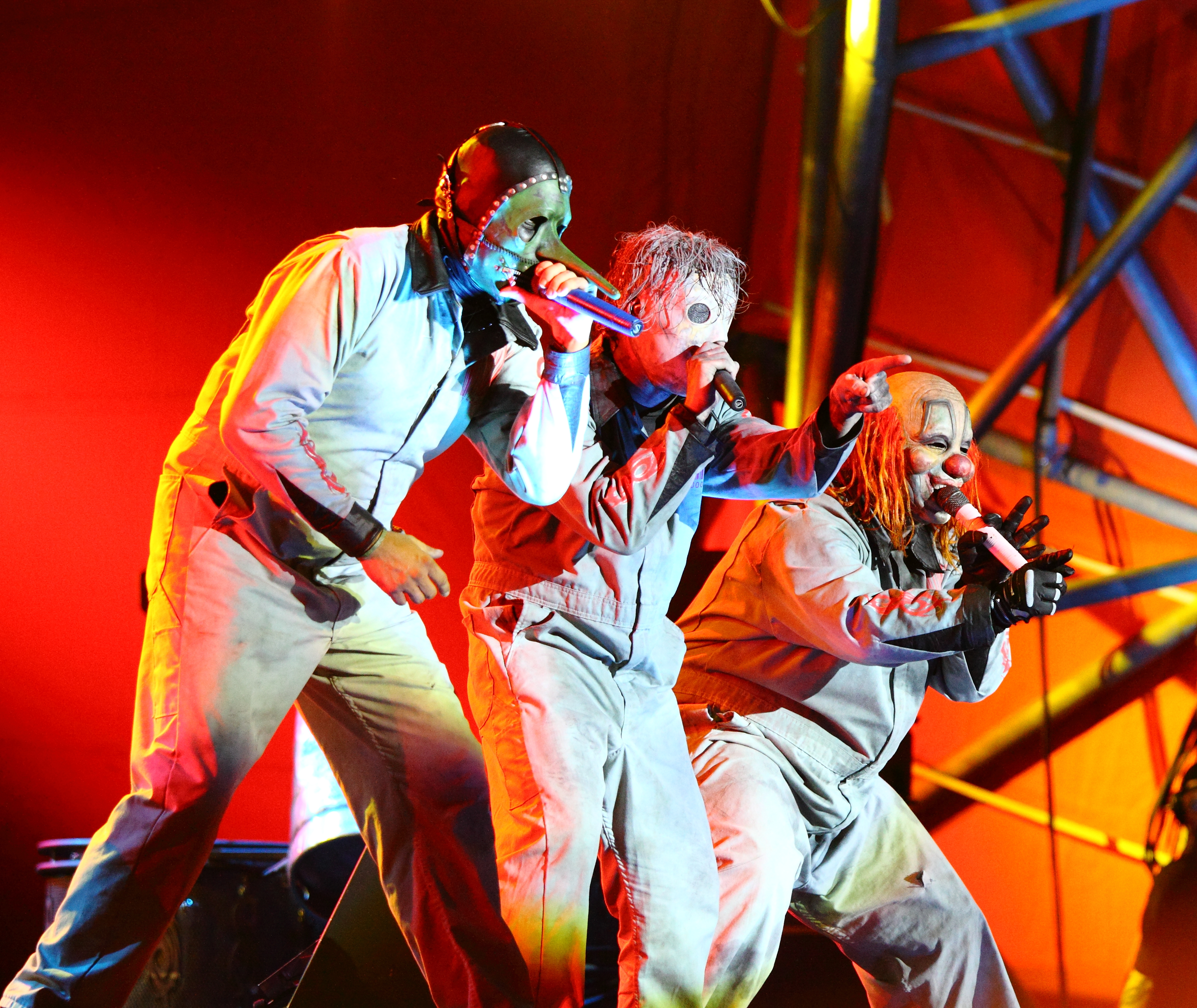
Slipknot на фестивалі «Roskilde», 2013 рік.

Виробництво п'ятого альбому гурту розпочалося наприкінці 2013 року. Тейлор описав альбом як «дуже темний» та щось середнє між «Iowa» та «Vol. 3: (The Subliminal Verses)». Гітарист Джим Рут не брав участі у січневому турі «Stone Sour», щоб він міг написати матеріал для «Slipknot».
12 грудня 2013 року гурт оголосив на своєму офіційному вебсайті, що Джої Джордісон покинув гурт через 18 років, посилаючись на особисті причини. Пізніше на своїй офіційній сторінці у «Facebook» Джордісон заявив, що «не кинув Slipknot», і що він був «шокований» новиною. І Джордісон, і гурт пообіцяли оприлюднити додаткові подробиці про цю ситуацію. Тейлор сказав, що Джордісон не буде з'являтися в новому альбомі, тому що він не брав участі у жодних сесіях з написання пісень до його звільнення. Після кількох років мовчання та ухилення обох сторін щодо причин його звільнення з гурту, Джордісон у червні 2016 року заявив, що страждає від поперечного мієліту, і через це неврологічне захворювання в нього не було можливості грати на барабанах у «Slipknot». Однак, Джордісон грав на барабанах у блек-дез-метал гурті «Sinsaenum», до якого він приєднався у 2016 році.
У липні 2014 року гурт почав випускати тизери для нового альбому на вебсайті гурту та у соціальних мережах, використовуючи загадкові повідомлення та криваві образи. «The Negative One» перша пісня гурту за останні шість років вийшла 1 серпня. Через чотири дні вийшов відео кліп до пісні, режисером якого був Креєн. У відео не було учасників гурту. 24 серпня «Slipknot» випустили офіційний сингл «The Devil In I», і було опубліковано назву майбутнього альбому на iTunes, очікувана дата виходу 28 жовтня. Пізніше випуск був перенесений на 17 жовтня для Нідерландів та Австралії, 20 жовтня для Великої Британії та 21 жовтня у всьому світі. У 2014 «The Negative One» був номінований на премію «Греммі» у номінації «Краще метал-виконання».
Гурт почав гастролі по Північній Америці на підтримку альбому 25 жовтня на другій ітерації «Knotfest». Під час туру «Prepare for Hell» «Korn» був спільним хедлайнером, і «King 810» як підтримка. У 2015 році гурт виступав на фестивалі «Soundwave» в Австралії. Для заміни Грея та Джордісона були залучені басист і барабанщик, для них Креєн створює маски, які б їх відрізняли. Офіційний відео кліп на пісню «The Devil In I» був опублікований 12 вересня. На відео представлені музиканти в модифікованих масках старого зразку. Винятком стали: Тейлор, Вілсон та Крейхан вони носили нові маски. Фанати припустили, хто саме став новим барабанщик та басистом, які були показані у відео, але гурт не назвав їх офіційно.
Пізніше Тейлор сказав, що був засмучений розкриттям особи басиста, яким нібито був Алессандро Вентурелла, через унікальне татуювання на руці. Рут повідомив «Guitar World», що особа барабанщика не розголошується, і що басист і барабанщик не були постійними учасниками гурту. 3 грудня колишній учасник гурту опублікував фотографію списку співробітників туру, в якому підтвердили, що басист Алессандро Вентурелла та барабанщик Джей Вайнберг були учасниками туру.

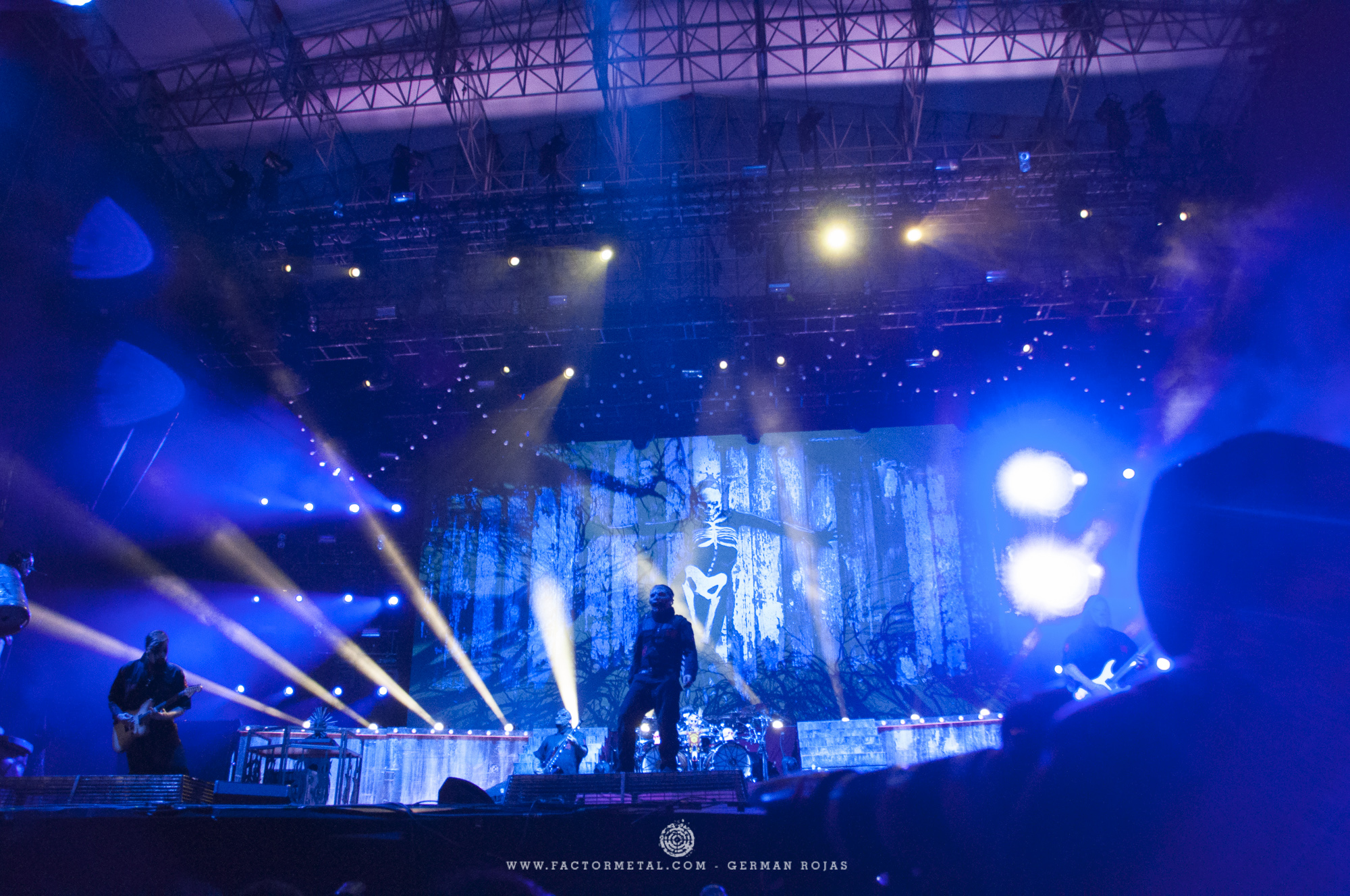
Slipknot на фестивалі «Knotfest» у Толуці, жовтень 2016 року.

11 березня 2015 року, поки гурт не гастролював, гітарист Мік Томсон був госпіталізований після п'яної сутички з братом у будинку Томсона в штаті Айова. 2 серпня 2015 року під час концерту в Гартфорд, штат Коннектикут, гурт був змушений припинити виступ після того, як Вентуреллі стало зле, і його доставили до лікарні після невідкладної медичної допомоги. Через 20 хвилин Тейлор сказав глядачам, що гурт продовжить концерт, виступаючи без Вентурелли. Пізніше було виявлено, що Вентуреллі стало погано через сильне зневоднення.
25 вересня 2016 року гурт виступив на щорічному фестивалі «Knotfest». Гурт виконав альбом «Iowa» повністю. Тим часом Креєн дебютував як режисер у художньому фільмі «Officer Downe» з відомим актором Кімом Коутсом. Фільм був оснований на однойменному графічному романі. У листопаді 2016 року Креєн під час інтерв'ю для «Rolling Stone» розповів, що він та гітарист Джим Рут зустрінуться у лютому 2017 року для написання нового матеріалу для нового альбому.

### We Are Not Your Kind, Look Outside Your Window та сьомий альбом (2017—2022)
Говорячи про свою першу роботу в кіно та плани інших учасників гурту, в інтерв'ю для «WRIF Meltdown» Креєн сказав: «ми починаємо писати музику для нового альбому. У нас є чудові пісні». У грудні 2017 року Креєн з'явився у подкасті «The Jasta Show», де заявив, що наступний альбом Slipknot може стати його останнім з гуртом.
Корі Тейлор повідомив у жовтні 2018 року, що гурт почне запис альбому на початку 2019 року, з цільовим випуском свого шостого альбому того ж року, після якого відбудеться світовий тур. 31 жовтня вийшов сингл «All Out Life» та кліп до нього. 4 березня 2019 року гурт оголосив, що датою виходу наступного альбому буде 9 серпня 2019 року, і що вони розпочнуть роуд-шоу «Knotfest» разом із Gojira, Volbeat та Behemoth.

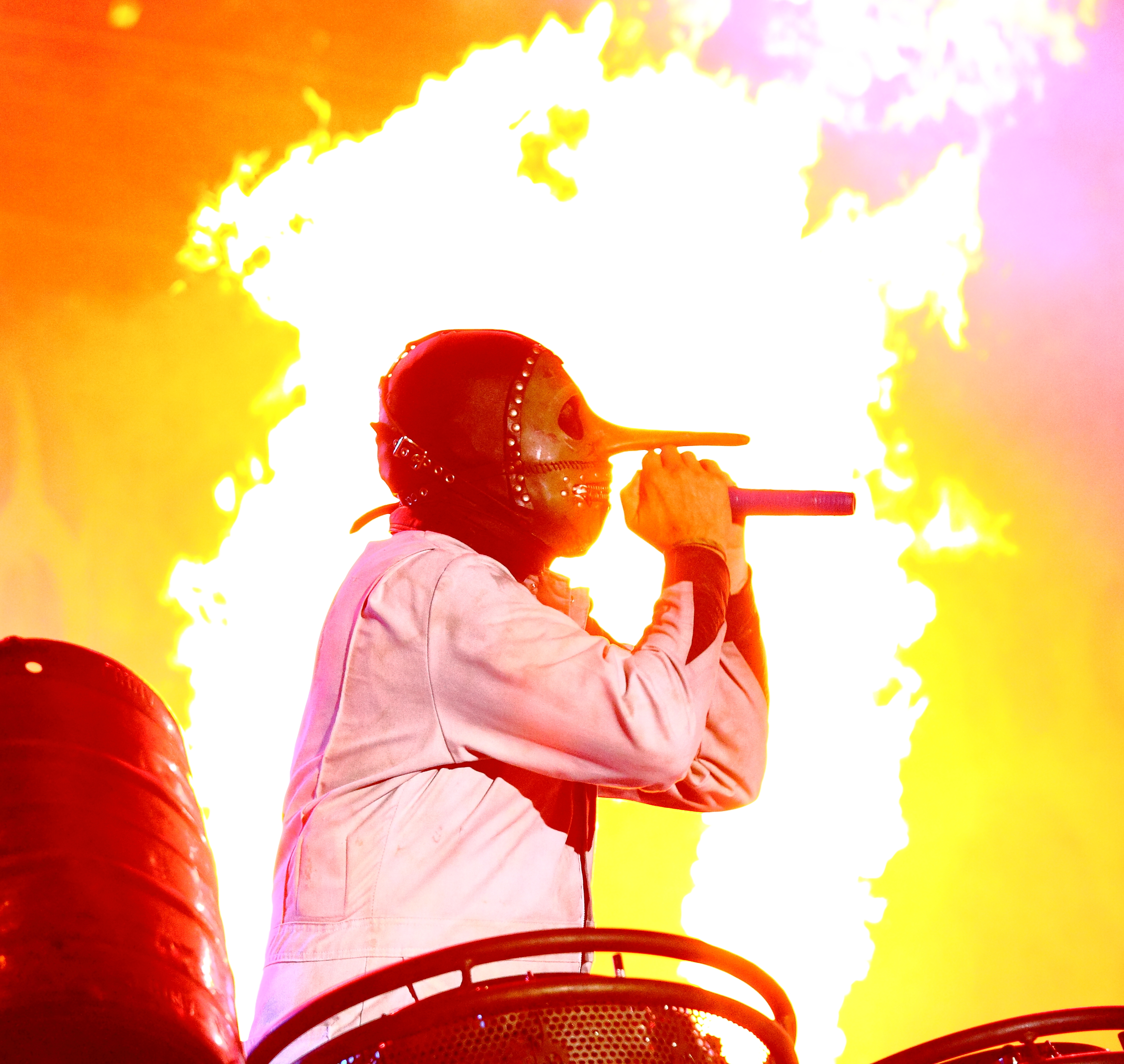
Кріс Фен під сам виступу Slipknot на фестивалі «Roskilde», 2013 рік.

14 березня 2019 року Кріс Фен подав позов на гурт у зв'язку з грошовими махінаціями. Фен звинуватив Корі Тейлора та Шона Креєна у створенні кількох суб'єктів господарства у різних штатах пов'язаних із гуртом, і які збирають гроші з гурту. Фен закликав вести повний судово-бухгалтерський облік у всіх компаніях та активах гурту. Того ж дня Тейлор написав на своїй сторінці у «Twitter»: «Ти сьогодні прочитаєш багато дурниць. Це все, що я скажу. ТІЛЬКИ ТИ ЧЕКАЙ, ЩО ІСТИНА ВИЙДЕ. Хай живе Вузол». 18 березня 2019 року гурт офіційно оголосив через свій вебсайт про те, що Кріс Фен більше не є членом гурту, заявивши: «Slipknot зосереджений на створенні шостого альбому. Кріс знає, чому він більше не є частиною Slipknot. Ми розчаровані тим, що він вирішив вказати пальцями та висунути претензії, а не робити те, що було необхідно, щоб і надалі бути частиною Slipknot. Ми хотіли б, щоб він не пішов шляхом який він обрав, але еволюція у всьому є необхідною частиною цього життя. Хай живе Вузол». Однак через кілька днів повідомлення було видалено з вебсайту, і за словами адвоката Фена, статус працевлаштування перкусіоніста у гурті не змінився. Фена замінив перкусіоніст, особа якого прихована, якого фанати назвали «Tortilla Man». «Loudwire» повідомляє, що шанувальники пов'язують його з Майклом Пфаффом, колишнім учасником проєкту Креєна «Dirty Little Rabbits». Сам гурт не підтвердив це твердження.
13 травня 2019 року напередодні їх виступу на «Jimmy Kimmel Live!» 16 травня, гурт подбав про свіжі новини про них, опублікувавши скріншоти їх нових масок. Також цього дня було опубліковано назву нового альбому разом зі списком треків та музичним кліпом на пісню «Unsainted», де вперше були показані нові маски та одяг для дев'яти учасників гурту, включаючи ще невідомого нового перкусіоніста. 22 липня вони випустили другий сингл із свого майбутнього альбому «Solway Firth». Це супроводжувалося музичним відео, в якому були представлені живі кадри з їхніх концертів у 2019 році, а також кліпи та аудіозапис майбутнього серіалу «Хлопаки», який вийде на Amazon. 5 серпня «Birth of the Cruel» вийшов як третій сингл альбому разом з відеокліпом до нього. 9 серпня, через чотири дні після виходу «Birth of the Cruel», гурт випустив свій шостий альбом «We Are Not Your Kind».

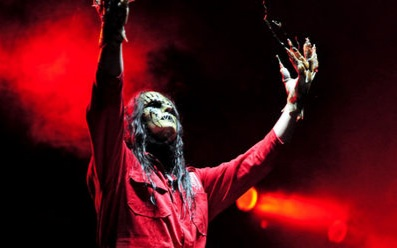
Джої Джордісон, 2012 рік.

У серпні 2019 року Креєн оголосив, що гурт випустить експериментальний альбом «Look Outside Your Window». Альбом був записаний лише з чотирма учасниками (Креєн, Тейлор, Рут та Вілсон), в іншій студії, подалі від інших учасників. Очікується, що в альбомі буде 11 треків, які Тейлор описав як «атмосферу Radiohead», а Креєн сказав у листопаді 2018 року «це не альбом Slipknot». Гурт також випустив двадцятихвилинний експериментальний короткометражний фільм «Pollution», режисером якого був Креєн. Одним із сегментів фільму є кліп на пісню «Nero Forte».
19 травня 2021 року Шон Креєн повідомив, що зараз гурт створює «божественну музику». У статті, опублікованій «Loudwire» 9 червня 2021 року, Шон Креєн сказав, що новий альбом гурту «сподіваюся» вийшде у 2021 році. Він також додав, що гурт не буде співпрацювати з лейблом Roadrunner Records після виходу альбому. 26 липня 2021 року колишній барабанщик гурту Джої Джордісон помер уві сні у віці 46 років.
5 листопада 2021 року гурт випустив новий сингл «The Chapeltown Rag». У грудні 2021 року Тейлор повідомив, що гурт планує звести свій сьомий студійний альбом у січні та планує випустити його до квітня 2022 року. Він також заявив, що віддає перевагу матеріалу їхнього майбутнього сьомого студійного альбому матеріалу We Are Not Your Kind.
16 березня 2022 року гурт у своєму твіттер-аккаунті підтвердила особистість так званого Tortilla Man (перкусіоніста, що прийшов на місце Кріса Фена) — це Майкл Пфафф — колега Крейена за його сайд-проєктом Dirty Little Rabbits.

## Артистизм

### Стиль
Вважається, що гурт грає в стилі ню-метал. Учасники гурту вважають за краще музично триматись на відстані від інших ню-металу гуртів, таких як: Korn та Limp Bizkit. «Slipknot» описує свій звук як «металевий метал», і розглядає посилання на ню-метал випадковим, і появу ню-металу одночасно з їхнім стилем. Звук гурту зазвичай містить «тяжку» гітарну установку, велику ударну секцію, клавішні та тернтейблізм. Використовуючи різноманітні стилі вокалу, музика зазвичай містить: гроулінг, скримінг, бек-вокал і мелодійний вокал. Гурт постійно експериментувала зі звучанням, особливо розвиваючи треки з акустичною гітарою та мелодійним вокалом, які вперше з'явилися в «Vol. 3: (The Subliminal Verses)».
Альбом «All Hope Is Gone» вважається написаним в стилі грув-метал з елементами дез-металу та треш-металу. Гурт також був описаний як гурт, що грає в жанрах: хеві-метал, альтернативний метал, грув-метал, дез-метал, хардрок, грайндкор, треш-метал, і реп-метал.

### Тексти пісень
Більшість тексту дуже агресивні, вони іноді включають нецензурну лексику під час таких тем, як темрява, Нігілізм, гнів, невдоволення, кохання, мізантропія та психоз. У піснях гурт часто звертається до музичної індустрії, політики, особистих чвар. Рік Андерсон з Allmusic сказав: «ті тексти, які помітні, зазвичай не цитуються на сімейному вебсайті». У «Vol. 3: (The Subliminal Verses)» Тейлор свідомо уникав використання ненормативної лексики у відповідь на претензії.

### Концерти

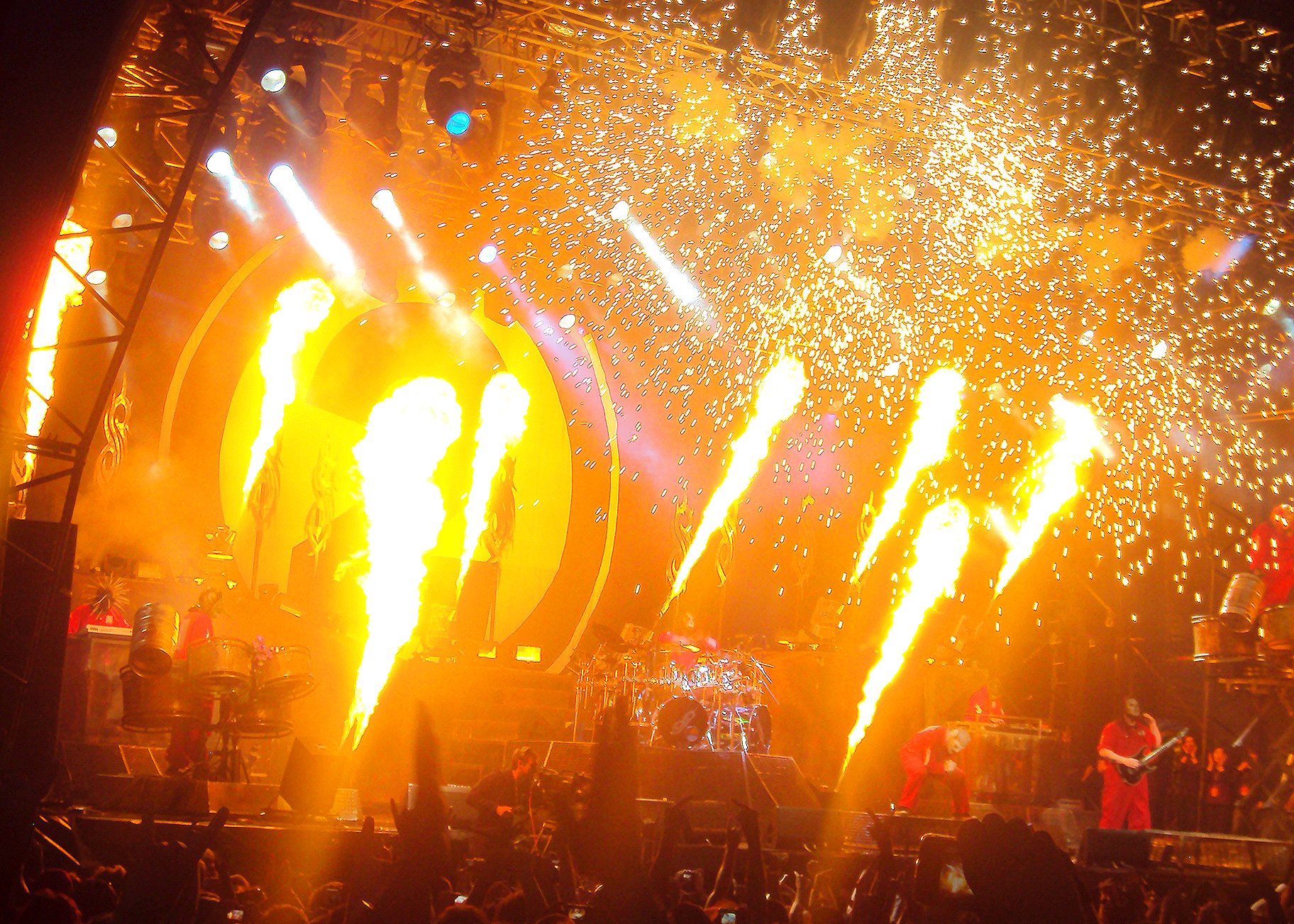
Виступ Slipknot на фестивалі «Soundwave», 2012 рік.

Гурт відомий своїми хаотичними, енергійними концертами, завдяки яким гурт став популярним. Під час виступів більшість учасників гурту використовують хедбенгінг. Ранні виступи гурту включали екстремальні вчинки, один з яких підпалення учасників гурту. Було відомо, що Креєн заходив у натовп і змотував людей за допомогою шнура мікрофона. В останні роки вони утримувалися від таких екстремальних дій. Колишній басист Пол Грей сказав, що це сталося через судові позови та уникнення шкоди для інших людей, і що це був «кращий крок» для майбутнього гурту. Поряд з енергійними та непередбачуваними виступами гурт часто використовує складні сценічні установки, які використовують піротехніку, підняті зони сцен, гідравлічні барабанні стояки та монітори. Переглядаючи виступ гурту Алістер Лоуренс з «Kerrang!» сказав: «хаос з хареографом надто багатогранний, щоб повністю його описати». «New Musical Express» описали одне шоу Slipknot як «сцену хаосу».

### Вплив на гурт
Гурт зізнається, що особливий вплив на них справив однойменний альбом гурту Korn 1994 року та від альбому Three Dollar Bill, Yall$ Limp Bizkit в 1997 році. Проте найбільший вплив, як на імідж, так і на музику гурту, зробив співак Майк Паттон та його гурти Mr. Bungle, Fantômas та Faith No More. Корі Тейлор навіть заявив, що перегляд церемонії MTV Video Music Award 1990 року на якій були Faith No More врятував йому життя. В одному з інтерв'ю у 2000 році Паттон назвав учасників Slipknot «дійсно хорошими хлопцями».

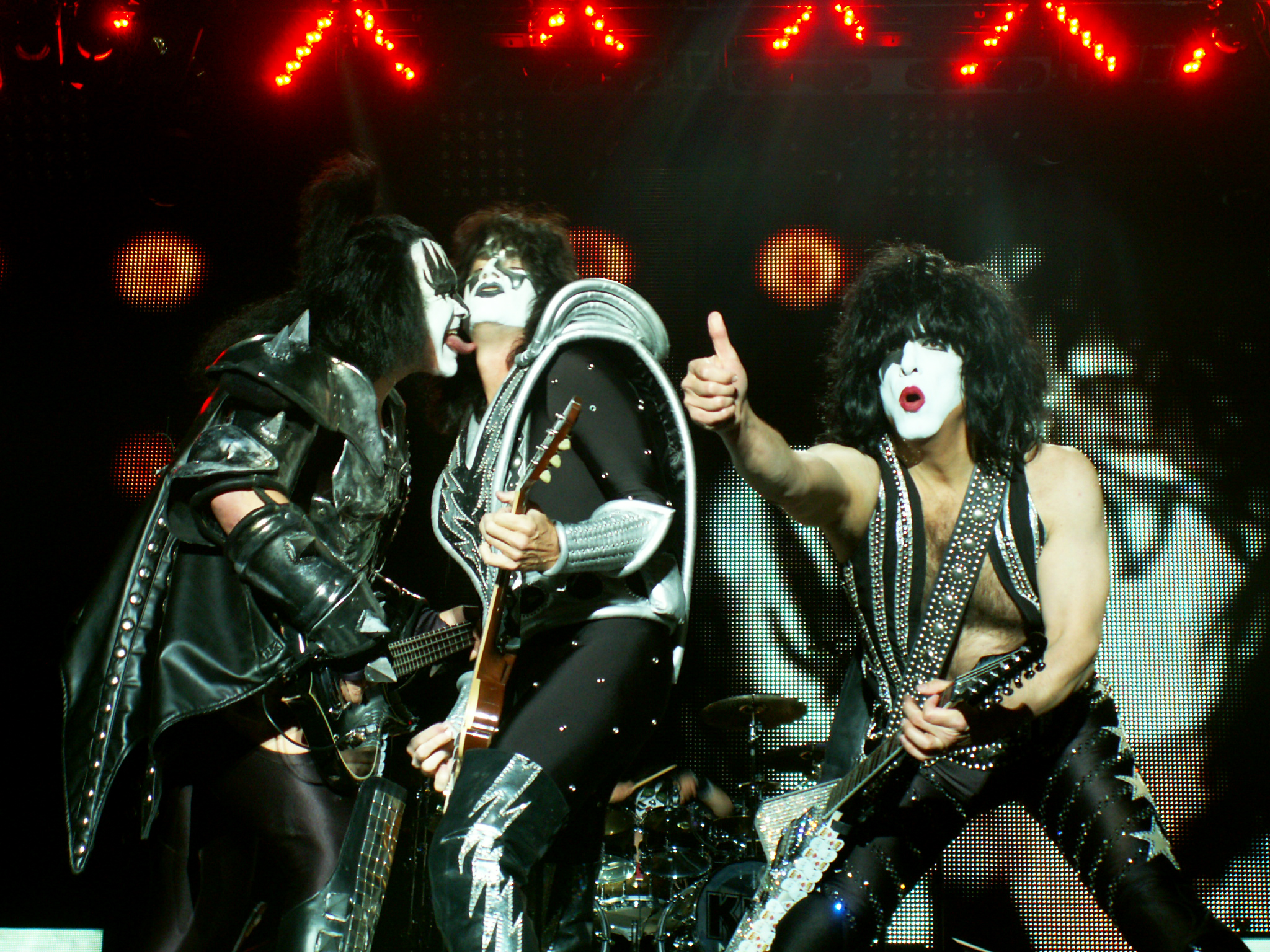
Американський гурт Kiss на фестивалі «Hellfest», 2010 рік.

Kiss справили великий вплив на гурт, як музично, так і зовнішнім виглядом. Кілька учасників гурту в численних інтерв'ю заявляли про вплив Kiss на них під час дорослішання. В інтерв'ю для журналу «Revolver» Джої Джордісон сказав, що «Я бачив Kiss у шоу Діка Кларка, приблизно, у 1980 році. І слухав їх альбом „Alive!“, це був перший їхній запис. Це було ще тоді, коли ви купували касети чи платівки, і у мене досі є моя оригінальна касета. І я вам скажу, це просто вразило мене! Обкладинка розповідає вам все, що вам потрібно знати, це просто викликає бажання прослухати всю цю бісову платівку. І ці хлопці схожі на чортів та демонів — ти не знаєш, коли ти дитина, і дивишся по телевізору, що це просто хлопці в макіяжі. Так, тоді це надихало. Вони мали великий вплив на мене, коли я був дитиною. І ця платівка вийшла в 1975 році, тому я завжди говорив: „ця чортовщина— один з моїх улюблених записів усіх часів, який вийшов у рік мого народження!“». Гітарист Мік Томсон розповів для «Metal Hammer», що альбом Kiss «Destroyer» був першим альбомом, який він коли-небудь купував, і коли говорив про Alive II він заявив, що «… „Alive II“ зі всім, що там є, з кров'ю, що витікає з обличчя, і макіяж, зробили глибокий вплив на мене. Вам потрібно лише подивитися на мій власний гурт, щоб побачити наскільки.». Вокаліст Корі Тейлор заявив, що Kiss мали величезний вплив як на нього, так і на решту учасників, а також він протягом багатьох років обробляв кілька пісень Kiss, як сольний виконавець, так і з Stone Sour, в якому тоді також грав гітарист Slipknot Джим Рут.
Багато авторів помічають великий вплив, який експериментальний гурт Mr. Bungle мав на Slipknot; наприкінці 1980-х — на початку 1990-х років члени Mr. Bungle надягали дивні маски, костюми (включаючи комбінезони) та приховували свою особистість за незрозумілими псевдонімами. Все це було головною особливістю їхнього однойменного альбому 1991 року. Їхні моторошні музичні кліпи з цього запису, такі як «Travolta», заборонений на MTV, також вказували на те, яким буде майбутній образ Slipknot. Точно так само музичний вплив Mr. Bungle проявляється в еклектизмі та авантюрності у Mate.Feed.Kill.Repeat.. Кілька пісень на цьому альбомі також натякають на ексцентричну привабливість Faith No More та інших фанк-метал-гуртів.
Деякі автори визначали вплив Faith No More на структури деяких треків та чергування мелодій в альбомах Iowa та Vol. 3: (The Subliminal Verses). З іншого боку, експериментальний відбиток Mr. Bungle став рідкістю, але він знову з'явився вже в альбомі We Are Not Your Kind, 2019 року.
Загалом на учасників Slipknot вплинули: Kiss, Black Sabbath, Slayer, Джимі Гендрікс, Deicide, Pantera, Anthrax, Metal Church, Judas Priest, Megadeth, Sepultura, White Zombie, Alice in Chains, Malevolent Creation, Денні Хейфец, Nine Inch Nails, Neurosis, Led Zeppelin, Queen, Melvins, N.W.A, Skinny Puppy, Mayhem, Dimmu Borgir, Iron Maiden, Emperor, Beastie Boys, Morbid Angel, Cannibal Corpse, Misfits, Gorefest, Run–D.M.C., Black Flag, Dead Kennedys, Metallica. Тейлор розповів про своє захоплення вокалістами Фредді Мерк'юрі, Брюсом Дікінсоном, Девідом Лі Ротом, Брюсом Спрінгстіном та Джеймсом Хетфілдом. У 1999 році Кріс Фен сказав, що на Сіда Вілсона впливає джангл та рейв.

## Імідж
Гурт відомий своїм іміджем, який привертає увагу. Всі учасники виступають в унікальних індивідуальних масках та в однакових костюмах, зазвичай це комбінезон. Кожному учаснику зазвичай призначається та номер відповідно до їх ролі в гурті (від 0 до 8), хоча після смерті Пола Грея ця практика зменшилася.

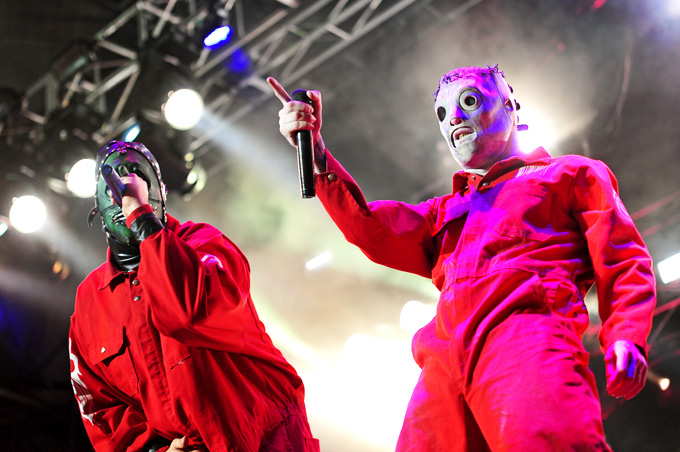
Кріс Фен з Корі Тейлором у власних масках та номерних комбінезонах, 2012 рік.

Гурт заявив, що ідея носити маски з'явилась після того, як Креєн взяв на репетицію маску клоуна. Пізніше Креєн став відомим через свої маски клоуна, і взяв псевдонім «Шон -клоун». До кінця 1997 року гурт вирішив, що кожен учасник гурту буде носити унікальну маску та відповідний комбінезон з номером. Тейлор сказав у 2002 році: «Це наш спосіб стати ближчим до музики. Для нас це спосіб, щоб ми не усвідомлювали, хто ми і що робимо поза музикою.». Концепція носіння відповідних комбінезонів була описана як відповідь на комерційність у музичній індустрії та призвела до ідеї присвоїти учасникам гурту числові псевдоніми. За словами Тейлора, «Спочатку ми просто збиралися носити комбінезони […] ми вважали, що ми могли б це також просунути і пронумерувати […] Ми переважно говорили: „Гей, ми продукт!“».
Під час своєї кар'єри учасники гурту розробили свої образи, оновлюючи свою форму та маску після кожного альбому. Зовнішній вигляд і стиль масок зазвичай не суттєво відрізняються між альбомами, учасники зазвичай зберігають головну тему своєї маски, додаючи або прибираючи певні елементи. Джордісон в одному з інтерв'ю в 2004 році сказав, що маски оновлюються, щоб продемонструвати зростання в кожній людині. Учасники гурту носили спеціальні маски для особливих випадків, особливо для музичних кліпів та концертів «Vermilion» у 2004 та 2005 роках, коли вони носили посмертні маски, зроблені із зліпків власних облич. У 2008 році гурт носив набір великих масок під назвою «маски чистилища» під час фотознімання для альбому «All Hope Is Gone». У кліпі «Psychosocial» можна побачити, як вони спалюють ці маски. Незабаром після створення гурту маски були зроблені в домашніх умовах, але з 2000 року їх виготовляє на замовлення художник.
Імідж гурту став предметом великої критики та суперечок. Критики зазвичай звинувачували такий імідж як трюк для продажів. Учасники гурту заперечують ці звинувачення, і повідомляють, що маски використовуються для того, щоб відвернути увагу від себе, і одягнути її на музику. Кілька учасників гурту заявили, що носіння масок допомагає зберегти конфіденційність у своєму особистому житті. Під час інтерв'ю у 2005 році перкусіоніст Кріс Фен сказав, що маски були «благословенням», тому що через них учасників не впізнають публічно.
У 2012 році Slipknot випустила додаток для iOS та Android під назвою «Slipknot: Wear the Mask», який запрошує фанатів створювати власні маски.

### Логотип
Істотним елементом іміджу є логотип гурту. Нонаграма була створена відразу після створення гурту. Нонаграма найвідоміший сигіл гурту являє собою 9-точкову зірку-символ єдності, вірності, дружби і пам'яті. Логотип складається з трьох рівносторонніх трикутників, кожен з яких повертається на 0, 40 і 80 градусів. Кожна вершина була призначена для кожного з дев'яти учасників оригінального складу, принаймні один учасник, Кріс Фен, мав татуювання нонаграми. Попри поширену думку, нонаграма не є сатаністським символом, а натомість представляє Slipknot як «битву з підробленим світом».
Попередній реліз альбому 2014 року «.5: The Gray Chapter» також став свідком значної зміни логотипу та стратегії бренду гурту. Нова нонаграма привернула увагу громадськості до гурту, оголосивши про початок нової ери. Новий дизайн отримав визнання громадськості.

## Бренд одягу
У 2008 році гурт запустив свою лінію одягу «Tattered and Torn». Названа на честь пісні з їх однойменного альбому 1999 року. Попри те, що гурт визнає, що їхній товар є їхнім найбільшим доходом, вони наполягають на тому, що бренд «Tattered та Torn» — це більше, ніж просто мерчандайзинг гурту. Вокаліст Корі Тейлор сказав: «Це спосіб [фанам] отримати крутий одяг за доступними цінами». Перші товари одягу надійшли у продаж наприкінці липня 2008 року через магазини Hot Topic по всій Північній Америці. Наразі лінія обмежена сорочками та толстовками, але очікувалося, що буде повна лінію одягу.

## Суперечки
Музика та імідж гурту були предметом багатьох суперечок протягом всього часу. Ліричний зміст деяких пісень був пов'язаний з кількома насильницькими та кримінальними подіями. 2003 року двоє молодих вбивць звинуватили у своєму злочині текст «Disasterpiece». У 2006 році на місці пограбування могили були знайдені тексти пісні «Surfacing».
У 2008 році Корі Тейлор прокоментував інцидент у південноафриканській школі, з якою був пов'язаний гурт, він сказав:
…очевидно, мене турбує той факт, що люди постраждали, а хтось загинув, що стосується моєї відповідальності за це, на цьому вони припиняються, тому що я знаю, що наше повідомлення насправді дуже позитивне …завжди будуть психічні розлади та люди, які спричиняють насильство не з іншої причини, аніж через те, що вони зламані.

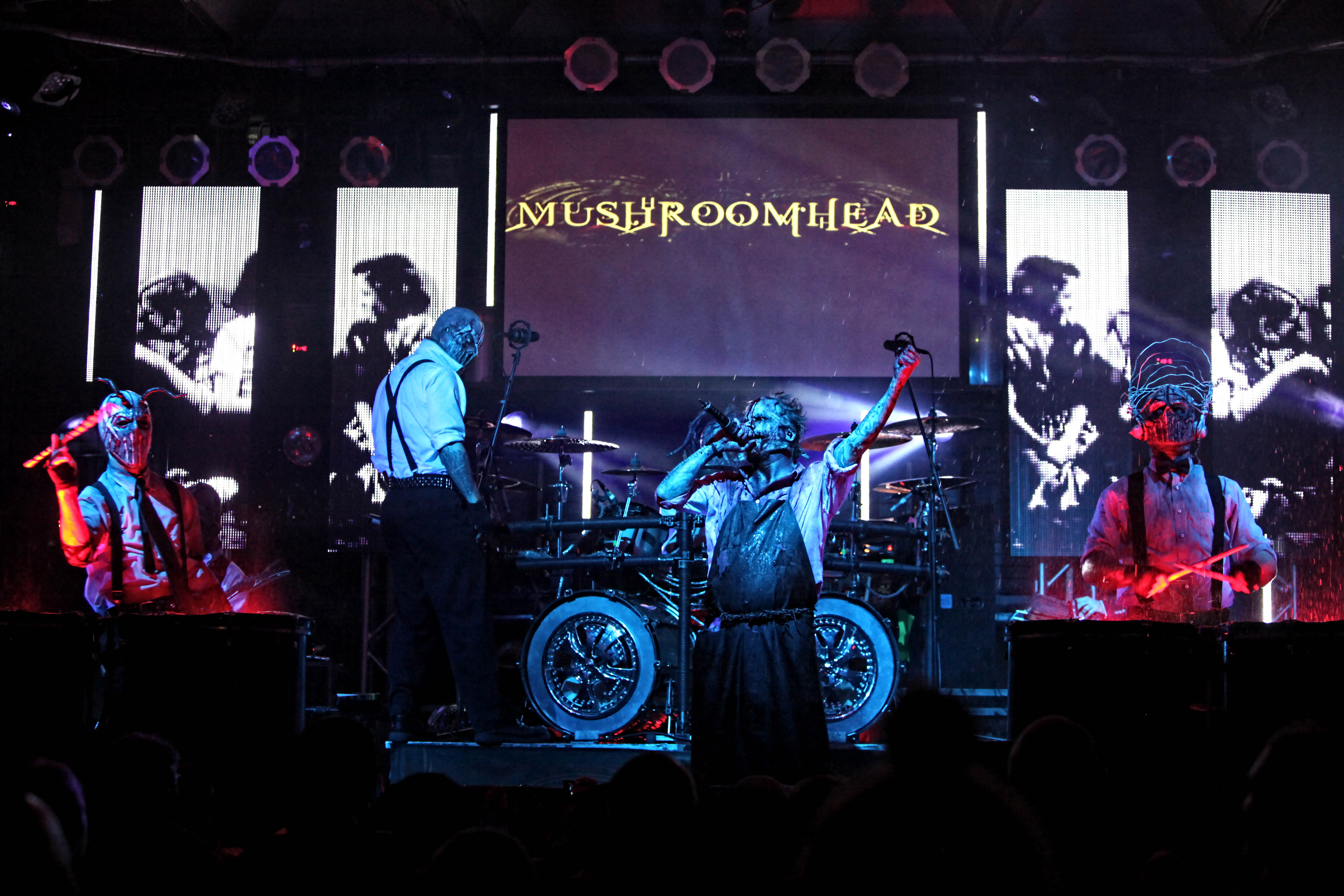
Концерт Mushroomhead у Форт-Лодердейлі, 2011 рік.

Slipknot тривалий час ворогував з гуртом Mushroomhead, яка разом зі своїми шанувальниками заявила, що Slipknot «вкрав їх імідж». Попри те, що Slipknot визнав, що їх зображення мають подібність, його учасники не брали активної участі у ворожнечі, кажучи, що подібності є випадковими. У 2009 році Вейлон Рейвіс сказав, що учасники його гурту більше не зацікавлені у сварках зі Slipknot, сказавши: «вони не перший гурт в масках». Під час інтерв'ю для радіо «Rock Rage» Рейвіс похвалив Slipknot, коли він критикував своїх колишніх одногрупників з Mushroomhead після суперечки з членами-засновниками гурту, що призвело до його звільнення. Він заявив, що Slipknot був кращим, і він зізнався, що його думки були особистими, оскільки він не мав стосунку з Mushroomhead, коли почалася ворожнеча.
У позові гурту у 2005 році проти Burger King сказано, що компанія створила рекламний гурт Coq Roq, щоб використати імідж Slipknot. Burger King відповів контратакою, сказавши, що багато інших гуртів, таких як: «Mr. Bungle», «Mushroomhead», «Mudvayne», «Kiss», «Insane Clown Posse» та «Gwar» використовували маски як частину свого іміджу. Після переговорів рекламна кампанія та позов були відкликані.

## Дискографія

### Студійні альбоми
- Slipknot (1999)
- Iowa (2001)
- Vol. 3: (The Subliminal Verses) (2004)
- All Hope Is Gone (2008)
- .5: The Gray Chapter (2014)
- We Are Not Your Kind (2019)
- The End, So Far (2022)

## Склад

### Схема
| Поточний склад - (#0) Сід «Monkeyboy» Вілсон — DJ (1998 — дотепер), клавіші (2008 — дотепер) - (#4) Джим «Peach» Рут — гітара (1999 — дотепер) - (#5) Крейг «133 Mhz», Джонс — клавіші, семплер (1996 — дотепер), гітара (1996) - (#6) Шон «Clown», раніше «Kong» Креєн — перкусія/бек-вокал (1995 — дотепер) - (#7) Мік «Log» Томпсон — гітара (1996 — дотепер) - (#8) Корі «Sickness», «Fate» Тейлор — вокал (1997 — дотепер) - Алессандро Вентурелла — бас-гітара (2014 — дотепер) - Майкл «Tortilla Man» Пфафф — перкусія, бек-вокал (2019 -дотепер) - Елой Касаґранде — ударні (2024 — дотепер) | Колишні учасники - (#1) Джої «Superball» Джордісон — ударні (1995–2013; помер 2021) - (#2) Пол «Balls» Грей — бас-гітара, бек-вокал (1995–2010; помер 2010) - (#3) Кріс «Dicknose» Фен — перкусія, бек-вокал (1998–2019) - (#4) Джош «Gnar» Брейнард — гітара, бек-вокал (1995–1999) - (#3) Грег «Cuddles» Уелтс — перкусія, бек-вокал (1997–1998) - (#3) The Mystery Guy — перкусія, бек-вокал (1998, як концертний учасник) - (#3) Брендон Дарнер — перкусія, бек-вокал (1998, як концертний учасник) - Андерс Кользефіні — вокал, перкусія (1995–1997), бек-вокал (1997), семплер (1995–1996) - Донні Стілі — гітара (1995–1996), бас (2011–2014, як концертний учасник) - Джей Вайнберг — ударні (2014–2023) |

## Нагороди та номінації

### Нагорода Греммі
| Рік  | Номінант             | Нагорода                         | Результат |
| ---- | -------------------- | -------------------------------- | --------- |
| 2001 | Wait and Bleed       | Краще метал-виконання            | Номінація |
| 2002 | Left Behind          | Краще метал-виконання            | Номінація |
| 2003 | My Plague            | Краще метал-виконання            | Номінація |
| 2005 | Duality              | Краще виконання в стилі хард-рок | Номінація |
| 2005 | Vermilion            | Краще метал-виконання            | Номінація |
| 2006 | Before I Forget      | Краще метал-виконання            | Перемога  |
| 2009 | Psychosocial         | Краще метал-виконання            | Номінація |
| 2015 | The Negative One     | Краще метал-виконання            | Номінація |
| 2016 | Custer               | Краще метал-виконання            | Номінація |
| 2016 | .5: The Gray Chapter | Найкращий рок-альбом             | Номінація |